# Ускюдар

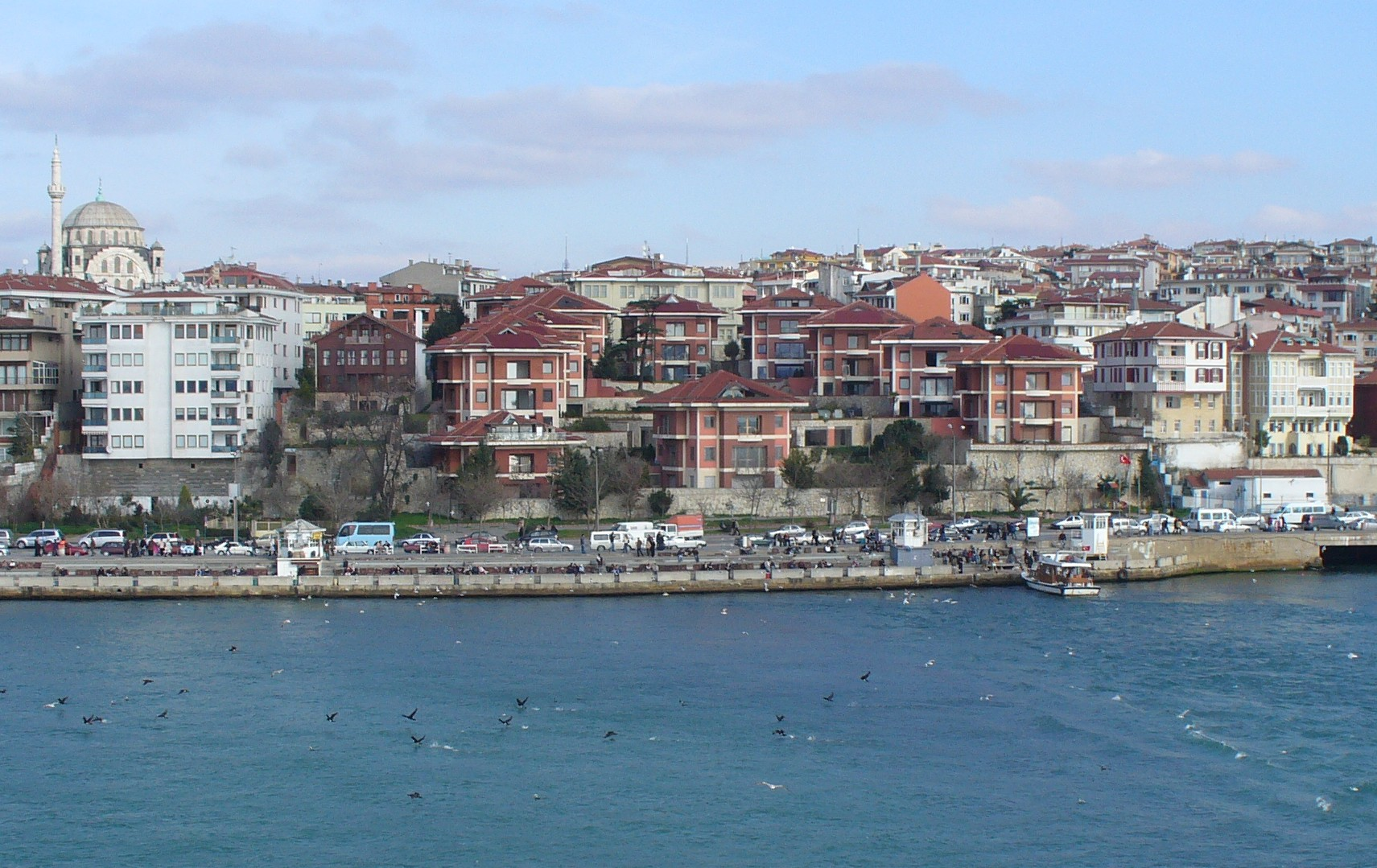
Вид на Ускюдар з Босфору в районі Дівочої вежі

Ускюдар (тур. Üsküdar), раніше відомий як Скутарі, — район провінції Стамбул (Туреччина), в анатолійській частині міста Стамбул.
На півночі межує з районом Бейкоз, на південному сході — з Аташехиром, на півдні — з районом Кадикей, на заході омивається протокою Босфор, через який пов'язаний з районами Бешикташ, Бейоглу й Еміньоню на фракійському березі.

## Історія
Ускюдар стоїть на місці містечка Хрісуполіс (грец. Χρυσουπολης), яке, у свою чергу, було передмістям Халкедону (грец. Χαλκηδων, нині Кадикей).
У 1912 році в районі проживало 81 117 мусульман, 50 360 вірмен, 34 640 греків і 5 670 євреїв.

## Відомі уродженці
- Саїт Алтинорду (1912—1978) — турецький футболіст, що грав на позиції захисника.
- Василь III (1846—1929) — Константинопольський патріарх.
- Хризостом (Константінідіс) (1921—2006) — митрополит Ефеський.
- Ceza (1977) — найшвидший репер у світі